# Brachygluta arizonae
Brachygluta arizonae är en skalbaggsart som först beskrevs av Thomas Casey 1887.  Brachygluta arizonae ingår i släktet Brachygluta och familjen kortvingar. Inga underarter finns listade i Catalogue of Life.